# Sam's Town
Sam's Town é o segundo álbum de estúdio da banda americana de rock The Killers, lançado no início de outubro de 2006 pela Island Records. Segundo o vocalista do grupo, Brandon Flowers, eles queriam criar um disco que "capturava tudo de importante que fizemos até hoje, cronologicamente". É estimado que este álbum tenha vendido mais de 4 mihões de cópias pelo mundo.

## Produção
O álbum possui influências de bandas como U2, Bruce Springsteen, The Beatles, Tom Petty and the Heartbreakers, Electric Light Orchestra & Dire Straits, entre outros. Sam's Town dividiu a opinião dos fãs e da crítica, com muitos elogiando e outros o desmerecendo.
Em outubro de 2006, em uma entrevista para a revista GIANT, Flowers disse que Sam's Town seria "um dos melhores álbuns dos últimos 20 anos" e para a Entertainment Weekly ele falou que "o álbum manteria o rock & roll vivo".
O disco recebeu este nome em homenagem ao Sam's Town Hotel, um hotel-casino de Las Vegas. Sam's Town também estava escrito em uma grande placa que o baixista da banda, Mark Stoermer, viu da janela do seu quarto quando ele era jovem.
Flowers disse que a banda usou técnicas diferentes de gravação para este CD: "Nós não usamos muitos efeitos. No primeiro álbum, nós usamos auto-tune e nós nem sabíamos o que estava rolando naqueles computadores e máquinas. Eu não queria usar estes efeitos desta vez. Você consegue ouvir como minha voz soa de verdade, pela primeira vez".

## Faixas
| Versão padrão  |                                |                                      |         |  |
| N.º            | Título                         | Compositor(es)                       | Duração |  |
| 1.             | "Sam's Town"                   | Flowers                              | 4:06    |  |
| 2.             | "Enterlude"                    | Flowers                              | 0:49    |  |
| 3.             | "When You Were Young"          | Flowers, Keuning, Stoermer, Vannucci | 3:40    |  |
| 4.             | "Bling (Confession of a King)" | Flowers, Stoermer                    | 4:08    |  |
| 5.             | "For Reasons Unknown"          | Flowers                              | 3:32    |  |
| 6.             | "Read My Mind"                 | Flowers, Keuning, Stoermer           | 4:06    |  |
| 7.             | "Uncle Jonny"                  | Flowers, Keuning, Stoermer           | 4:25    |  |
| 8.             | "Bones"                        | Flowers, Stoermer, Vannucci          | 3:47    |  |
| 9.             | "My List"                      | Flowers                              | 4:08    |  |
| 10.            | "This River Is Wild"           | Flowers, Stoermer                    | 4:38    |  |
| 11.            | "Why Do I Keep Counting?"      | Flowers                              | 4:24    |  |
| 12.            | "Exitlude"                     | Flowers                              | 2:20    |  |
| Duração total: | Duração total:                 | Duração total:                       | 44:14   |  |

| Faixa bônus |                                                                                   |         |  |
| N.º         | Título                                                                            | Duração |  |
| 13.         | "Where the White Boys Dance" (na edição britânica/australiana/japonesa)           | 3:26    |  |
| 14.         | "All the Pretty Faces" (na edição americana e japonesa da Best Buy)               | 4:45    |  |
| 15.         | "Daddy's Eyes" (na edição americana da Best Buy)                                  | 4:13    |  |
| 16.         | "When You Were Young" (Na versão francesa de Thin White Duke por Jacques Lu Cont) | 4:19    |  |

| DVD bônus |                                     |         |  |
| N.º       | Título                              | Duração |  |
| 17.       | Sem título (Video, versão de Jump)  |         |  |
| 18.       | "When You Were Young" (Video clipe) |         |  |
| 19.       | "Making Of "When You Were Young"    |         |  |

## Recepção
| Críticas profissionais | Críticas profissionais |
| Pontuações agregadas   | Pontuações agregadas   |
| Fonte                  | Avaliação              |
| ---------------------- | ---------------------- |
| Metacritic             | (64/100)               |
| Avaliações da crítica  |                        |
| Fonte                  | Avaliação              |
| Allmusic               | [ 11 ]                 |
| Entertainment Weekly   | (C)                    |
| The Guardian           | [ 13 ]                 |
| New York Times         | (Desfavorável)         |
| NME                    | (8/10)                 |
| The Observer           | [ 16 ]                 |
| Pitchfork Media        | (5.9/10)               |
| Q Magazine             | [ 18 ]                 |
| Rolling Stone          | [ 6 ]                  |
| The Times              | [ 19 ]                 |

O álbum estreou na segunda posição na Billboard 200, a principal parada musical dos Estados Unidos, vendendo perto de 315 000 cópias na sua primeira semana de vendas por lá. Ele se tornou também o segundo disco do grupo a estrear em primeiro lugar nas paradas dos mais vendidos no Reino Unido, após vender mais de 260 000 unidades em solo britânico em apenas uma semana. O álbum recebeu certificações de platina nos Estados Unidos, na Inglaterra, na Austrália, no Canadá, na Argentina, na Irlanda e em vários outros países. O disco também lançou singles de enorme sucesso como a canção "When You Were Young". Este foi o segundo álbum do The Killers a receber uma nomeação ao Grammy.
Em dezembro de 2009, Sam's Town foi votado pelos leitores da revista Rolling Stone como "o álbum mais subestimado da década". Já a revista Q colocou o álbum na 11ª posição na sua lista de "Melhores da Década".

## Pessoal

### Banda
- Brandon Flowers – vocal, teclado, baixo (em "For Reasons Unknown")
- Dave Keuning – guitarra, backing vocal
- Mark Stoermer – baixo, backing vocal, guitarra (em "For Reasons Unknown")
- Ronnie Vannucci – bateria, percussão

### Músicos adicionais
- Adrina Hanson – arranjos
- Maryam Haddad – arranjos
- Tristan Moyer – arranjos
- Tommy Marth – saxofone
- Neeraj Khajanchi – trombone
- Corlene Byrd – backing vocal
- Louis XIV – backing vocal
- Ted Sablay – tecladista extra na turnê do álbum e guitarrista

### Produção
- Max Dingel – engenheiro
- Flood – produtor, engenheiro, mixagem
- Mark Gray – engineer
- Alan Moulder – produtor, engenheiro, mixagem
- Paul Resta – marketing
- Robert Reynolds – agente/coordenador
- Andy Savours – mixagem
- Howie Weinberg – materialização

### Design
- Andy West – diretor de arte, design
- Suzanne Hackett Morgan – pintura
- Anton Corbijn – fotografia
- Doug Joswick – produção

## Tabelas
| Paradas (2006)                      | Melhor posição |
| ----------------------------------- | -------------- |
| Alemanha (Media Control Charts)     | 6              |
| Austrália (ARIA Charts)             | 2              |
| Áustria (Ö3 Austria Top 40)         | 5              |
| Bélgica (Ultratop 50)               | 13             |
| Bélgica (Ultratop 40)               | 19             |
| Canadá (Canadian Albums Chart)      | 1              |
| Dinamarca (Hitlisten)               | 17             |
| Europa Top 100 Albums               | 2              |
| Espanha (PROMUSICAE)                | 37             |
| Estados Unidos (Billboard 200)      | 2              |
| Finlândia (Suomen virallinen lista) | 20             |
| França (SNEP)                       | 30             |
| Grécia (IFPI)                       | 3              |
| Irlanda (Irish Albums Chart)        | 1              |
| Itália (FIMI)                       | 30             |
| México (Top 100)                    | 9              |
| Nova Zelândia (RIANZ)               | 1              |
| Noruega (VG-lista)                  | 10             |
| Países Baixos (MegaCharts)          | 14             |
| Polônia (Polish Music Charts)       | 34             |
| Portugal (AFP)                      | 27             |
| Reino Unido (UK Album Chart)        | 1              |
| Suécia (Sverigetopplistan)          | 13             |
| Suíça (Schweizer Hitparade)         | 9              |

| País           | Certificador | Certificação |
| -------------- | ------------ | ------------ |
| Alemanha       | BVMI         | Ouro         |
| Argentina      | CAPIF        | Ouro         |
| Austrália      | ARIA         | 2× Platina   |
| Bélgica        | BEA          | Ouro         |
| Canadá         | Music Canada | 2× Platina   |
| Estados Unidos | RIAA         | Platina      |
| Irlanda        | IRMA         | 4× Platina   |
| Nova Zelândia  | RIANZ        | 2× Platina   |
| Reino Unido    | BPI          | 4× Platina   |
| Rússia         | NFPF         | Ouro         |

| Paradas (2006)                 | Posição |
| ------------------------------ | ------- |
| Austrália (ARIA Charts)        | 30      |
| Estados Unidos (Billboard 200) | 95      |
| Irlanda (Irish Albums Chart)   | 7       |
| México (Top 100)               | 84      |
| Paradas (2007)                 | Posição |
| Austrália (ARIA Charts)        | 55      |
| Estados Unidos (Billboard 200) | 80      |

### Paradas de fim da década
| Paradas (2000–2009)           | Posição |
| ----------------------------- | ------- |
| Reino Unido (UK Albums Chart) | 70      |

## Prêmios
| Ano  | Cerimônia             | Prêmio                     | Resultado |
| ---- | --------------------- | -------------------------- | --------- |
| 2007 | BRIT Awards           | Melhor Álbum Internacional | Venceu    |
| 2007 | MTV Australia Awards  | Álbum do Ano               | Indicado  |
| 2007 | Shockwaves NME Awards | Melhor Álbum               | Indicado  |

## Detalhes de lançamento
| País           | Data                   | Gravadora           | Formato                       | Código de catálogo |
| -------------- | ---------------------- | ------------------- | ----------------------------- | ------------------ |
| Japão          | 27 de setembro de 2006 | Universal           | CD                            | UICL-9037          |
| Irlanda        | 29 de setembro de 2006 |                     | CD                            |                    |
| Austrália      | 30 de setembro de 2006 |                     | CD                            |                    |
| Reino Unido    | 2 de outubro de 2006   | Lizard King Records | CD                            |                    |
| Estados Unidos | 3 de outubro de 2006   | Island Records      | picture disc LP               | B0007221-01        |
| Estados Unidos | 3 de outubro de 2006   | Island Records      | CD                            | B0007221-02        |
| Estados Unidos | 3 de outubro de 2006   | Island Records      | CD com disco bônus (Best Buy) |                    |
| Brasil         | Outubro de 2006        | Universal Music     | CD                            |                    |